# Декейтер (Иллинойс)
Деке́йтер (англ. Decatur, МФА /dəˈkeɪtər/) — крупнейший город в округе Мейкон, штат Иллинойс. Расположен вдоль реки Сангамон и рядом с озером Декейтер в центре штата.
В 1830 году со своей семьёй в западной части города поселился Авраам Линкольн.

## География
Декейтер находится в трёх часах езды на юго-запад от Чикаго и в двух часах на северо-восток от Сент-Луиса.
Согласно бюро по переписи населения США, общая площадь города составляет 118,8 км² (45,9 миль²), из которых 107,6 км² (41,6 миль²) суши и 11,2 км² (4,3 миль²) воды. В водную часть территории входит озеро Декейтер, образованное в 1923 году при строительстве плотин на реке Сангамон.

## Демография
По данным переписи населения 2000 года в Декейтере проживали 81 860 человек, насчитывалось 34 086 домохозяйств и 21 099 семей. Плотность населения тогда составляла 760,5 человек на км².
Расовый состав:
- белые — 77,59 %
- афроамериканцы — 19,47 %
- коренные американцы — 0,17 %
- азиаты — 0,66 %
- латиноамериканцы — 1,19 % и др.

В городе насчитывалось 34 086 домохозяйств, из которых 27,6 % имели детей в возрасте до 18 лет. В 44,1 % домохозяйств проживали супружеские пары, в 14,1 % — женщины без мужей, в 38,1 % — не имели семьи. Средний размер домохозяйства 2,3 человека, семьи — 2,90 человека. На каждые 100 женщин в городе приходится 87,9 мужчин.
Распределение населения по возрасту:
- до 18 лет — 24,0 %
- от 18 до 24 лет — 11,1 %
- от 25 до 44 лет — 26,0 %
- от 45 до 64 лет — 22,5 %
- от 65 лет — 16,4 %

Средний доход на домашнее хозяйство в городе составлял $ 33 111, а средний доход на семью — $ 42 379 в год. Доход на душу населения — $ 19 009. Около 12,1 % семей и 16,5 % населения находились ниже черты бедности, из них 25,1 % моложе 18 лет и 9,0 % в возрасте 65 лет и старше.

## История
Город назван в честь героя англо-американской войны 1812 года Стивена Декейтера.
Именно здесь, в Декейтере 6 апреля 1866 года ветеранами гражданской войны основан Пост № 1 Великой армии республики.
В 1960 году город был награждён премией «All-America City Award» (с англ. — «Всеамериканский город») присуждаемой Национальной гражданской лигой, которую неофициально называют «Нобелевской премией за конструктивное гражданство» и которая выдается за активную гражданскую позицию жителей некорпоративных сообществ Соединённых Штатов в жизни местного самоуправления. 
Город участвует в национальной программе сохранения памятников истории. Тут расположены дом Эдварда Ирвинга, спроектированный Фрэнком Райтом и построенный в 1911 году, резиденции Роберта Мюллера и Адольфа Мюллера, спроектированные помощниками Райта.
18 и 19 апреля 1996 года Декейтер сильно пострадал от торнадо. 18 апреля торнадо силой F1 ударил по юго-восточной стороне города, а затем силой F3 следующим вечером по северо-западной стороне. Эти две бури нанесли ущерб городу в размере около $ 10,5 млн.

### Авраам Линкольн
Первый дом Авраама Линкольна в Иллинойсе был в Декейтере, он поселился здесь со своей семьёй в 1830 году. Здесь же Линкольн произнёс свою первую политическую речь о важности навигации по реке Сангамон, привлёкшую внимание политических лидеров штата. Позже он уже в качестве юриста часто посещал Декейтер, где проходила его практика.
9 и 10 мая 1860 года в городе состоялась конвенции Иллинойсской ячейки Республиканской партии. На этом собрании Линкольн был утверждён кандидатом на пост президента США. В виду этих событий, 6 и 7 июня 2008 года Декейтер был выбран местом проведения съезда Республиканской партии Иллинойса.

### Ценовой сговор
В начале ноября 1992 года высокопоставленный сотрудник компании из Декейтера Archer Daniels Midland (ADM) Марк Уитакер признался агенту ФБР в том, что руководство ADM, в том числе и он сам регулярно встречаются с конкурентами, чтобы зафиксировать цену на лизин, пищевую добавку.
Уитакер на протяжении почти трёх лет вёл для ФБР тайную деятельность, в результате чего были записаны сотни часов аудио- и видеозаписей, зафиксировавших преступления о договорных ценах, совершённые по всему миру высокопоставленными сотрудниками ADM, что стало, на то время, самым масштабным случаем ценового сговора.
ADM в итоге были предъявлены обвинения на суммы в более чем 100 миллионов долларов. Кроме того, ряд азиатских и европейских производителей лизина и лимонной кислоты, участвовавших в сговоре с ADM, были оштрафованы на десятки миллионов долларов для выплаты правительству США. Некоторые из руководителей ADM получили тюремные сроки.
Эти события легли в основу книги «Информатор», по которой в 2009 году был снят одноимённый фильм.

## Инфраструктура
Город славится своими многочисленными парками, в которые входят Мемориальный парк Линкольна, заповедник Рок-Спрингс, заповедник Форт Даниэль, заповедник Грисволд, природную зону Спитлер-Вудс и другие регулярные парки и зоны отдыха.
В Декейтере работает аэропорт, обслуживающий три ежедневных коммерческих рейса. В своё время он принимал таких важных гостей как президенты США Джон Кеннеди и Рональд Рейган, вице-президент Дэн Куэйл, а также советский лидер Михаил Горбачёв (по приглашению своего давнего друга Дуэйна Андреаса, бывшего генерального директора Archer Daniels Midland).
Рядом с городом проходит межштатная автомагистраль I-72.

## Известные уроженцы и жители
- Чед Грей — фронтмен американской альтернативной группы Mudvayne.
- Элисон Краусс — американская скрипачка и исполнительница в стиле кантри.
- Джордж Халас — футболист, тренер и владелец команды Национальной футбольной лиги «Чикаго Беарз».
- Хелен Фергюсон — американская актриса и публицист.
- Говард Баффет — американский филантроп, фотограф, фермер.
- Брайан Калбертсон — американский музыкант и продюсер.